# Abdoul Nikiema
Abdoul Aziz Nikiema (Ouagadougou, 12 giugno 1985) è un ex calciatore burkinabé, di ruolo come centrocampista.

## Carriera

### Nazionale
Ha partecipato ai Mondiali Under-20 del 2003 ed alla Coppa d'Africa del 2010.